# Artabotrys congolensis
Artabotrys congolensis De Wild. & T.Durand – gatunek rośliny z rodziny flaszowcowatych (Annonaceae Juss.). Występuje naturalnie w Republice Środkowoafrykańskiej, Kamerunie, Gabonie oraz Kongo. 

## Morfologia
PokrójZimozielone i zdrewniałe liany.
LiścieMają eliptyczny kształt. Mierzą 8,5–26 cm długości oraz 6–11 cm szerokości. Są skórzaste, lekko owłosione od spodu. Nasada liścia jest klinowa. Wierzchołek jest spiczasty. Ogonek liściowy jest lekko owłosiony i dorasta do 7–11 mm długości.
KwiatySą pojedyncze lub zebrane po 2–3 w kwiatostany. Rozwijają się w kątach pędów. Mają zieloną barwę. Działki kielicha mają trójkątny kształt i dorastają do 5–8 mm długości, są owłosione. Płatki mają owalny kształt, osiągają do 11–20 mm długości, są mięsiste i omszone. Kwiaty mają 15–20 owłosionych słupków o jajowatym kształcie i długości 3–4 mm.
OwoceTworzą owoc zbiorowy. Mają odwrotnie jajowaty kształt. Osiągają 60 mm długości. Mają zieloną barwę. Są siedzące.

## Biologia i ekologia
Rośnie w wilgotnych lasach.